# Rok Klopčič
Rok Klopčič, slovenski violinist glasbeni esejist in pedagog, * 27. januar 1933, Ljubljana, † 6. junij 2010.

## Življenje in delo
Leta 1956 je diplomiral na ljubljanski Akademiji za glasbo in se nato dve leti izpopolnjeval na Kraljevem koledžu v Londonu ter na tečajih na Osojah in Dubrovniku. Po končanem študiju v Londonu je 1962 začel poučevati kot profesor violine na Akademiji za glasbo v Ljubljani, od 1981 kot redni profesor. Kot solist je imel največ uspeha z orkestrom Slovenske filharmonije na koncertih doma in v tujini ter z recitali ob spremljavi pianista Marijana Lipovška. Ukvarjal se je tudi s teoretičnim in praktičnimi vprašanji violinske igre; redigiral je nekatere domače in tuje violinske skladbe, ki so izšle pri Društvu slovenskih skladateljev.
Leta 1996 je izšla njegova knjiga Violina, strokovne članke pa je objavljal tudi v revijah The Strad in Strings. Ameriška založba Schirmer je v njegovi redakciji izdala več kot 20 del standardnega violinskega repertoarja. 
Njegov oče je slovenski književnik Mile Klopčič, njegov brat pa režiser Matjaž Klopčič.